# 다시로 요스케
다시로 요스케(일본어: 田代 容輔, 1995년 6월 27일~)는 일본의 전 축구 선수이다. 귀화 전 이름은 김용호(金容輔)이다.

## 구단 경력
과거 비셀 고베, 더스파구사쓰 군마에서 활동하였다.